# Campeonato Mundial de Balonmano Masculino de 1990
El XII Campeonato Mundial de Balonmano Masculino se celebró en Checoslovaquia entre el 28 de febrero y el 10 de marzo de 1990 bajo la organización de la Federación Internacional de Balonmano (IHF) y la Federación Checoslovaca de Balonmano.

## Grupos
| Grupo A | Grupo B         | Grupo C    | Grupo D |
| ------- | --------------- | ---------- | ------- |
| Suecia  | Rumania         | España     | URSS    |
| Hungría | Suiza           | Yugoslavia | Polonia |
| Francia | República Checa | Islandia   | RDA     |
| Argelia | Corea del Sur   | Cuba       | Japón   |

## Primera fase

### Grupo A
| Equipo  | J | G | E | P | G+ | G- | DG  | PTS |
| ------- | - | - | - | - | -- | -- | --- | --- |
| Suecia  | 3 | 3 | 0 | 0 | 71 | 57 | +14 | 6   |
| Hungría | 3 | 2 | 0 | 1 | 61 | 59 | +2  | 4   |
| Francia | 3 | 1 | 0 | 2 | 59 | 65 | -6  | 2   |
| Argelia | 3 | 0 | 0 | 1 | 55 | 65 | -10 | 0   |

- Resultados

| Fecha    | Partido¹ | Partido¹ | Partido¹ | Resultado |
| -------- | -------- | -------- | -------- | --------- |
| 28.02.90 | Hungría  | -        | Francia  | 19-18     |
| 28.02.90 | Suecia   | -        | Argelia  | 20-19     |
| 01.03    | Argelia  | -        | Hungría  | 16-22     |
| 01.03    | Francia  | -        | Suecia   | 18-26     |
| 03.03    | Hungría  | -        | Suecia   | 20-25     |
| 03.03    | Francia  | -        | Argelia  | 23-20     |

- (¹) – Todos en Pilsen.

### Grupo B
| Equipo         | J | G | E | P | G+ | G- | DG  | PTS |
| -------------- | - | - | - | - | -- | -- | --- | --- |
| Rumania        | 3 | 3 | 0 | 0 | 75 | 57 | +18 | 6   |
| Corea del Sur  | 3 | 1 | 0 | 2 | 69 | 72 | -3  | 2   |
| Checoslovaquia | 3 | 1 | 0 | 2 | 58 | 62 | -4  | 2   |
| Suiza          | 3 | 1 | 0 | 2 | 46 | 57 | -11 | 2   |

- Resultados

| Fecha    | Partido¹       | Partido¹ | Partido¹       | Resultado |
| -------- | -------------- | -------- | -------------- | --------- |
| 28.02.90 | Corea del Sur  | -        | Rumania        | 24-26     |
| 28.02.90 | Checoslovaquia | -        | Suiza          | 12-13     |
| 01.03    | Suiza          | -        | Corea del Sur  | 17-21     |
| 01.03    | Rumania        | -        | Checoslovaquia | 25-17     |
| 03.03    | Corea del Sur  | -        | Checoslovaquia | 24-29     |
| 03.03    | Rumania        | -        | Suiza          | 24-16     |

- (¹) – Todos en Prešov.

### Grupo C
| Equipo     | J | G | E | P | G+ | G- | DG | PTS |
| ---------- | - | - | - | - | -- | -- | -- | --- |
| España     | 3 | 3 | 0 | 0 | 66 | 61 | +5 | 6   |
| Yugoslavia | 3 | 2 | 0 | 1 | 72 | 65 | +7 | 4   |
| Islandia   | 3 | 1 | 0 | 2 | 65 | 69 | -4 | 2   |
| Cuba       | 3 | 0 | 0 | 3 | 76 | 84 | -8 | 0   |

- Resultados

| Fecha    | Partido¹   | Partido¹ | Partido¹   | Resultado |
| -------- | ---------- | -------- | ---------- | --------- |
| 28.02.90 | Yugoslavia | -        | España     | 17-18     |
| 28.02.90 | Islandia   | -        | Cuba       | 27-23     |
| 01.03    | Cuba       | -        | Yugoslavia | 27-28     |
| 01.03    | España     | -        | Islandia   | 19-18     |
| 03.03    | Yugoslavia | -        | Islandia   | 27-20     |
| 03.03    | España     | -        | Cuba       | 29-26     |

- (¹) – Todos en Zlín.

### Grupo D
| Equipo  | J | G | E | P | G+ | G- | DG  | PTS |
| ------- | - | - | - | - | -- | -- | --- | --- |
| URSS    | 3 | 3 | 0 | 0 | 95 | 56 | +39 | 6   |
| RDA     | 3 | 2 | 0 | 1 | 70 | 73 | -3  | 4   |
| Polonia | 3 | 1 | 0 | 2 | 63 | 68 | -5  | 2   |
| Japón   | 3 | 0 | 0 | 3 | 55 | 86 | -31 | 0   |

- Resultados

| Fecha    | Partido¹ | Partido¹ | Partido¹ | Resultado |
| -------- | -------- | -------- | -------- | --------- |
| 28.02.90 | URSS     | -        | Polonia  | 26-21     |
| 28.02.90 | RDA      | -        | Japón    | 26-22     |
| 01.03    | Japón    | -        | URSS     | 16-35     |
| 01.03    | Polonia  | -        | RDA      | 17-25     |
| 03.03    | URSS     | -        | RDA      | 34-19     |
| 03.03    | Polonia  | -        | Japón    | 25-17     |

- (¹) – Todos en Žilina.

## Segunda fase

### Grupo I
| Equipo         | J | G | E | P | G+  | G-  | DG  | PTS |
| -------------- | - | - | - | - | --- | --- | --- | --- |
| Suecia         | 5 | 4 | 0 | 1 | 130 | 101 | +29 | 8   |
| Rumania        | 5 | 4 | 0 | 1 | 117 | 105 | +12 | 8   |
| Hungría        | 5 | 3 | 1 | 1 | 110 | 108 | +2  | 7   |
| Checoslovaquia | 5 | 1 | 2 | 2 | 107 | 116 | -9  | 4   |
| Francia        | 5 | 1 | 1 | 3 | 109 | 115 | -6  | 3   |
| Corea del Sur  | 5 | 0 | 0 | 5 | 119 | 147 | -28 | 0   |

- Resultados

| Fecha | Partido¹       | Partido¹ | Partido¹       | Resultado |
| ----- | -------------- | -------- | -------------- | --------- |
| 05.03 | Suecia         | -        | Checoslovaquia | 26-20     |
| 05.03 | Hungría        | -        | Corea del Sur  | 27-24     |
| 05.03 | Francia        | -        | Rumania        | 21-25     |
| 06.03 | Checoslovaquia | -        | Francia        | 21-21     |
| 06.03 | Rumania        | -        | Hungría        | 21-24     |
| 06.03 | Corea del Sur  | -        | Suecia         | 23-34     |
| 08.03 | Francia        | -        | Corea del Sur  | 31-24     |
| 08.03 | Hungría        | -        | Checoslovaquia | 20-20     |
| 08.03 | Suecia         | -        | Rumania        | 19-20     |

- (¹) – Todos en Ostrava.

### Grupo II
| Equipo     | J | G | E | P | G+  | G-  | DG  | PTS |
| ---------- | - | - | - | - | --- | --- | --- | --- |
| URSS       | 5 | 5 | 0 | 0 | 148 | 109 | 39  | 10  |
| Yugoslavia | 5 | 3 | 0 | 2 | 120 | 102 | +18 | 6   |
| España     | 5 | 3 | 0 | 2 | 109 | 114 | -5  | 6   |
| RDA        | 5 | 2 | 0 | 3 | 106 | 111 | -5  | 4   |
| Islandia   | 5 | 1 | 0 | 4 | 101 | 117 | -16 | 2   |
| Polonia    | 5 | 1 | 0 | 4 | 102 | 133 | -31 | 2   |

- Resultados

| Fecha | Partido¹   | Partido¹ | Partido¹   | Resultado |
| ----- | ---------- | -------- | ---------- | --------- |
| 05.03 | España     | -        | Polonia    | 24-17     |
| 05.03 | Yugoslavia | -        | RDA        | 21-20     |
| 05.03 | Islandia   | -        | URSS       | 19-27     |
| 06.03 | URSS       | -        | Yugoslavia | 24-22     |
| 06.03 | Polonia    | -        | Islandia   | 27-25     |
| 06.03 | RDA        | -        | España     | 25-20     |
| 08.03 | España     | -        | URSS       | 28-37     |
| 08.03 | Yugoslavia | -        | Polonia    | 33-20     |
| 08.03 | Islandia   | -        | RDA        | 19-17     |

- (¹) – Todos en Bratislava.

## Fase final

### Partidos de clasificación
Undécimo lugar
| Fecha | Partido¹ | Partido¹ | Partido¹      | Resultado |
| ----- | -------- | -------- | ------------- | --------- |
| 09.03 | Polonia  | -        | Corea del Sur | 33-27     |

- (¹) – En Praga.

Noveno lugar
| Fecha | Partido¹ | Partido¹ | Partido¹ | Resultado |
| ----- | -------- | -------- | -------- | --------- |
| 10.03 | Francia  | -        | Islandia | 29-23     |

- (¹) – En Praga.

Séptimo lugar
| Fecha | Partido¹       | Partido¹ | Partido¹ | Resultado |
| ----- | -------------- | -------- | -------- | --------- |
| 10.03 | Checoslovaquia | -        | RDA      | 17-16     |

- (¹) – En Praga.

Quinto lugar
| Fecha | Partido¹ | Partido¹ | Partido¹ | Resultado |
| ----- | -------- | -------- | -------- | --------- |
| 09.03 | España   | -        | Hungría  | 23-19     |

- (¹) – En Praga.

### Tercer lugar
| Fecha | Partido¹ | Partido¹ | Partido¹   | Resultado |
| ----- | -------- | -------- | ---------- | --------- |
| 10.03 | Rumania  | -        | Yugoslavia | 27-21     |

- (¹) – En Praga.

### Final
| Fecha | Partido¹ | Partido¹ | Partido¹ | Resultado |
| ----- | -------- | -------- | -------- | --------- |
| 10.03 | Suecia   | -        | URSS     | 27-23     |

- (¹) – En Praga.

## Medallero
|        |      |         |
| Suecia | URSS | Rumanía |

## Estadísticas

### Clasificación general
| 1. Suecia         |
| 2. URSS           |
| 3. Rumania        |
| 4. Yugoslavia     |
| 5. España         |
| 6. Hungría        |
| 7. Checoslovaquia |
| 8. RDA            |
| 9. Francia        |
| 10. Islandia      |
| 11. Polonia       |
| 12. Corea del Sur |
| 13. Suiza         |
| 14. Cuba          |
| 15. Japón         |
| 16. Argelia       |

### Máximos goleadores
| N.º | Nombre            | País          | Goles |
| --- | ----------------- | ------------- | ----- |
| 1   | Alexandr Tuchkin  | URSS          | 55    |
| 1   | Julián Duranona   | Cuba          | 55    |
| 3   | Kim Yae-Hwan      | Corea del Sur | 50    |
| 4   | Philippe Debureau | Francia       | 39    |
| 5   | Irfan Smajlagić   | Yugoslavia    | 38    |